# رابرت گرین (نویسنده آمریکایی)
رابرت گرین (Robert Greene) یک نویسنده آمریکایی است که به خاطر کتابهایش دربارهٔ استراتژی، قدرت و اغواگری شناخته شده‌است. او شش کتاب پرفروش بین‌المللی نوشته‌است: ۴۸ قانون قدرت، هنر اغوا کردن، ۳۳ استراتژی جنگ، قانون ۵۰ (با رپ ۵۰ سنت)، تسلط و قوانین طبیعت انسانی.

## زندگی‌نامه
رابرت گرین ۱۴ مه ۱۹۵۹ در یک خانوادهٔ یهودی در لس‌آنجلس، کالیفرنیا به دنیا آمد. او کوچک‌ترین پسر خانواده بود. در دانشگاه کالیفرنیا در برکلی و دانشگاه ویسکانسین-مدیسون در رشتهٔ مطالعات کلاسیک درس خواند؛ این رشته مطالعات ادبیات کلاسیک یونان و روم، زبان‌های لاتین، فلسفه، تاریخ، هنر، مردم‌شناسی، مطالعات اسطوره‌ای و جامعه‌شناسی را در بر می‌گیرد. او پیش از آنکه شروع به نوشتن کند و نویسندگی تمام‌وقت را به عنوان حرفهٔ اصلی خود در زندگی انتخاب کند، کارهای مختلفی را تجربه کرد، از کارگری ساختمان گرفته تا کار به عنوان مترجم، سردبیری مجلات و حتی فیلم‌نامه‌نویسی برای فیلم‌های هالیوودی.
رابرت گرین در سال ۱۹۹۵ در یک مدرسهٔ هنر و رسانه در ایتالیا مشغول به کار بود. در این دوران بود که با فردی آشنا شد که در کار تولید کتاب بود. گرین کتابی دربارهٔ قدرت و نحوهٔ رفتار به او داد که بعداً به همان کتاب معروفش، «۴۸ قانون قدرت»، تبدیل شد. او از این اتفاق در زندگی‌اش به عنوان نقطه‌عطفی یاد می‌کند که او را به یک نویسنده تبدیل کرد.
رابرت گرین در حال حاضر به همراه نامزدش، آنا بیلر که فیلم‌ساز است، در لس‌آنجلس زندگی می‌کند. او از جمله افرادی بود در انتخابات سال ۲۰۱۲ از باراک اوباما حمایت کرد. او اعتقاد داشت که دونالد ترامپ مفهوم قدرت را اشتباه متوجه شده‌است. گرین در حال حاضر خود را دانش‌آموز ذن بودیسم می‌داند.

## کتابهای منتشر شده

### ۴۸ قانون قدرت
۴۸ قانون قدرت
اولین کتاب رابرت گرین با عنوان «۴۸ قانون قدرت» که اولین بار در سال ۱۹۹۸ منتشر شد، خود را راهنمایی برای هر کسی معرفی می‌کند که به دنبال قدرت است، قدرت را مشاهده می‌کند، یا می‌خواهد خود را در برابر قدرت محافظت کند. این قوانین از نقل‌قول‌های آثار شخصیت‌های تاریخی مانند نیکولو ماکیاولی، سون تزو، هایله سلاسی اول، کارل فون کلاوزویتس، ملکه الیزابت اول، هنری کیسینجر و پی. تی. بارنوم برگرفته شده‌اند. هر قانون فصل مخصوص به خود را دارد که شامل «تخلف از قانون»، «رعایت قانون» و/یا «وارونه‌سازی» است.
گرین می‌گوید ایده اصلی پشت اولین کتابش این است که قدرت غیراخلاقی است، یعنی نه خوب است و نه بد. او اظهار می‌دارد که «۴۸ قانون قدرت» قصد دارد نحوه تصور ما از قدرت و نحوه رفتار ما در نهادهای سلسله‌مراتبی مختلف را برجسته کند.
کتاب «۴۸ قانون قدرت» بیش از ۱.۲ میلیون نسخه فروخته است و افراد سرشناسی چون فیفتی سنت، جی-زی، کوینسی "کیو دی ۳" جونز سوم، کریس لایتی، لیور کوهن، کوین لایلز، مایکل جکسون، کورتنی لاو و ویل اسمیت به آن ارجاع داده‌اند. باستا رایمز می‌گوید از «۴۸ قانون قدرت» برای مقابله با تهیه‌کنندگان مشکل‌ساز فیلم استفاده کرده است. این کتاب در آهنگ‌های جی-زی، کانیه وست و دریک و در ویدئوهایی از د کید لاروی و سنترال سی مورد اشاره قرار گرفته است. گرین ادعا کرده است که فیدل کاسترو، رئیس‌جمهور سابق کوبا نیز این کتاب را مطالعه کرده است.
نشریه ساندی تایمز اشاره کرده است که «۴۸ قانون قدرت» به "انجیل خنجر از پشت زدن هالیوود" تبدیل شده است و اگرچه گفته می‌شود برخی مدیران تجاری از این کتاب استفاده می‌کنند، اما به دلیل ماهیت بحث‌برانگیز آن، یافتن افرادی که علناً تأثیر آن را تأیید کنند دشوار است. گرین در پاسخ به این دیدگاه می‌گوید: "این قوانین... شاید مردم بگویند 'اوه، اینها شیطانی هستند'، اما روزانه توسط افراد تجاری به کار گرفته می‌شوند. شما همیشه سعی می‌کنید رقبایتان را از میدان به در کنید و این می‌تواند بسیار بی‌رحمانه باشد، و این فقط واقعیت است." گرین همچنین به اتهامات غیراخلاقی بودن کتابش پاسخ داده و گفته است که "شاید چهار یا پنج قانون آشکارا دستکاری‌کننده" باشد و "۴۴ قانون دیگر اصلاً دستکاری‌کننده نیستند". سپس ادامه می‌دهد که مردم "فصل‌هایی را که فجیع‌تر هستند" گلچین می‌کنند. در دسامبر ۲۰۲۴، اسپاتیفای اعلام کرد این کتاب ششمین کتاب صوتی برتر در پلتفرم جهانی آن‌ها و پنجمین کتاب صوتی برتر در ایالات متحده آمریکا بوده است.
در سال ۲۰۲۰، رپر دریک اعلام کرد که در حال تولید یک مجموعه سینمایی بر اساس این کتاب است.
از آثار دیگر رابرت گرین می‌توان به موارد زیر اشاره کرد:

### قوانین طبیعت انسان
ششمین کتاب رابرت گرین، «قوانین طبیعت انسان»، در اکتبر ۲۰۱۸ منتشر شد. این کتاب از طریق ۱۸ «قانون»، به بررسی انگیزه‌ها، محرک‌های آگاهانه و ناخودآگاه، و سوگیری‌های شناختی انسان می‌پردازد. همچنین به موضوعات قانع‌سازی، عقلانیت و مرگ می‌پردازد. گرین این کتاب را کامل‌ترین اثر خود می‌داند و توصیه می‌کند هر کسی که تا به حال هیچ یک از آثار او را نخوانده است، از این کتاب شروع کند.
این کتاب از مثال‌هایی از زندگی ژوزف استالین، آنتون چخوف، لیندون جانسون، لئو تولستوی، کوکو شانل و دیگران بهره می‌برد.

### کتاب «استادی» (دست یابی به عالی‌ترین فرم قدرت)
پنجمین کتاب رابرت گرین، «استادی»، در تاریخ ۱۳ نوامبر ۲۰۱۲ منتشر شد. این کتاب زندگی شخصیت‌های تاریخی و معاصر مانند چارلز داروین، پل گراهام، برادران رایت، بنجامین فرانکلین، توماس ادیسون و موتزارت را بررسی می‌کند و ویژگی‌ها و عناصر مشترکی که آن‌ها را به درجه استادی رسانده است، استخراج می‌کند. این کتاب به شش بخش تقسیم شده است که هر بخش بر درس‌ها و استراتژی‌های اساسی در مسیر رسیدن به استادی تمرکز دارد. 
کتاب «استادی» به رتبه ششم لیست پرفروش‌ترین‌های نیویورک تایمز رسید و در نشریاتی چون سی‌ان‌ان مانی، هافینگتون پست، نیویورک تایمز، بیزینس اینسایدر، فوربز، منجمنت تودی و فست کامپانی مورد توجه قرار گرفت.